# Фиери

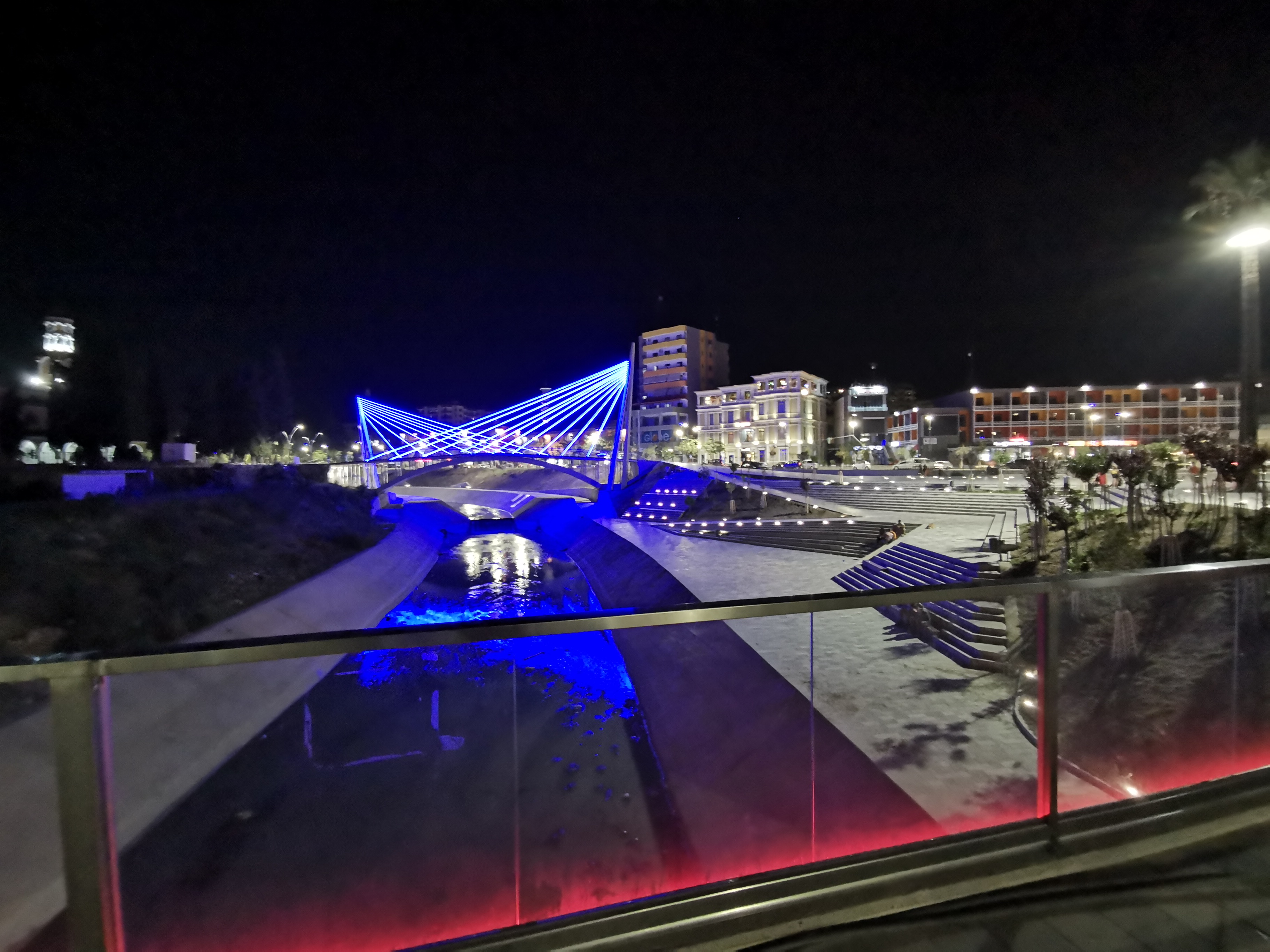
Река Гяница и площадь Победы

Фие́ри (алб. Fier или Fieri) — город в центральной части Албании. Административный центр одноимённых области и округа.
Расположен в 15 км от Адриатического моря и в 11 км от развалин античного города Аполлония Иллирийская. Возник в XVIII веке как торговый центр округи.

## Этимология
Впервые название Фиер встречается в османских документах 1737 года. Тогда он назывался Фиерза и представлял собой не что иное, как небольшую деревню с несколькими небольшими домиками. Происхождение имени Фиер, относительно которого сегодня существует две гипотезы, остается спорным. Первый принадлежит исследователю Хусен Эмири, который считает, что имя Фиер происходит от итальянского «Fiera», что означает «Ярмарка». Вторая гипотеза происхождения имени Фиер принадлежит исследователю Толи Шабани. Он указывает, что это название имеет растительное происхождение, то есть происходит от названия растения «папоротник». Также близлежащие районы тоже имеют названия растений, такие как Fikth (инжир), Pishë (сосна), Kallam (тросник), Shkozë (граб), Drizë (подлесок).

## История
В 12 км от города Фиери находятся руины древнего города Аполлония Иллирийская. Город был основан в 558 году до н.э. на холме у устья реки Аоос колонистами из Коринфа и Корфу. Считается, что в период своего расцвета в нем проживало от 50 000 до 60 000 жителей. Цицерон назвал его большим и величественным городом из-за его экономического и культурного значения, а также из-за большой территории, прилегающего к нему.
В 1769 году Фиере был деревней с около 24 домов из глины построенных аромунами из Москополя, которые поселились в Фиере и его окрестностях. Как город Фиери был основан в 1864 году Кахраманом-пашой Вриони и его сыном Омер-пашой Вриони, которые при помощи французских градостроителей и архитекторов заложили архитектурную основу современного города.

## Экономика
Фиери имеет сильную экономику и является центром Албании с точки зрения нефтяной, битумной и сельскохозяйственной промышленности.
Фиери имеет большие месторождения нефти и природного газа и производит около 2800 баррелей нефти в день, а также 5 миллионов м³ природного газа в год. Другие природные ресурсы включают битуминозные пески, инертные материалы и глину.
Сельское хозяйство является одним из наиболее важных секторов, и Фиер производит значительное количество пшеницы, кукурузы, оливок, помидоров, картофеля, винограда, яблок, арбузов и кормовых культур. Так же распространено птицеводство и животноводство.
Этот город в настоящее время занимает третье место в Албании по экономическому значению. Основные секторы экономики Фиер включают:
- Добыча и переработка нефти: государственные и частные компании, в том числе иностранные компании
- Строительство
- Пищевая промышленность: безалкогольные и алкогольные напитки, оливковое и кулинарное масло, мясо, молочные продукты, хлеб, сахар, мука и т. д.
- Импорт — экспорт
- Торговля: одежда, продукты питания, электротовары и т. д.
- Производство одежды и обуви

## Известные уроженцы
- Вильсон Ахмети (род. 1951) — премьер-министр Албании с декабря 1991 года по апрель 1992 года.
- Кристач Дамо (род. 1933) — албанский кинорежиссер.
- Иосиф Дробонику (1952 — 2020) — албанский художник-монументалист, автор мозаик, иконописец. Лауреат Государственной премии Албании.
- Вилсон Килица (1932 — 2016) — народный художник Албании.
- Эрмаль Мета (род. 1981) — албано-итальянский музыкант, композитор, певец, представитель Италии на Евровидении-2018.
- Элени Фурейра (род. 1987) — албано-греческая певица, представительница Кипра на Евровидении-2018.
- Беса Кокедима (род. 1986) — албанская певица, представительница Албании на Евровидении-2024